# براتعلی محمدی‌فر
براتعلی محمدی‌فر نمایندهٔ حوزهٔ انتخابیهٔ کرمانشاه در دورهٔ چهارم مجلس شورای اسلامی شهرستان سنقر و کلیایی بوده‌است.